# Площадь Галицкая (станция скоростного трамвая)
«Площадь Галицкая» (укр. «Площа Галицька», ранее «Площадь Победы») — станция линии скоростного трамвая в Киеве, находится между станциями «Политехническая» и «Старовокзальная». Открыта в 1978 году. Названа по площади, расположенной поблизости.

## История
До июня 2007 года станция была конечной для маршрута № 3, после его закрытия — конечная маршрута № 1-к. В 2007 году во время реконструкции линии скоростного трамвая был закрыт участок «Площадь Победы — улица Старовокзальная» (нескоростной), одно из разворотных колец на станции было разобрано. 8 апреля 2008 года станция закрыта на реконструкцию.
5 сентября 2011 года станция открыта для пассажиров. За время реконструкции разворотные кольца демонтированы, пассажирские платформы перенесены на середину Жилянской улицы, для выхода пассажиров в августе-сентябре 2011 года построен надземный переход.
На линии маршрутов №№ 15 и 18 есть также остановка «Площадь Галицкая» (между остановками «Улица Старовокзальная» и «Дмитриевская улица»).

## Галерея

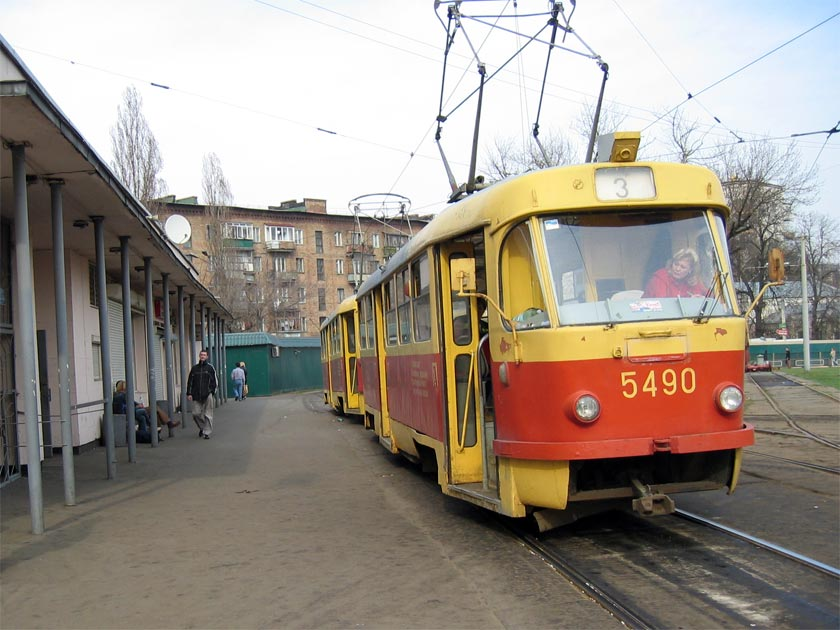
Посадочная платформа старой станции, 2005
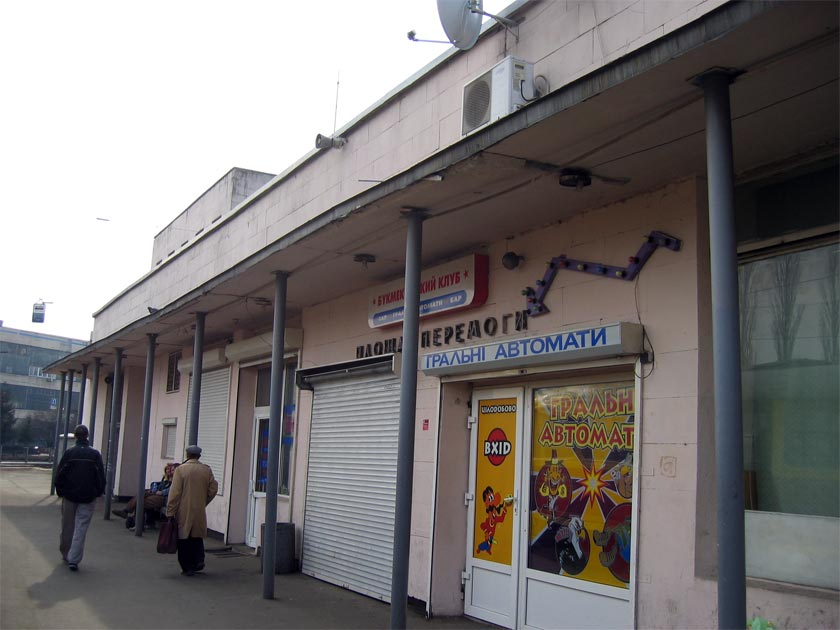
Здание старой станции
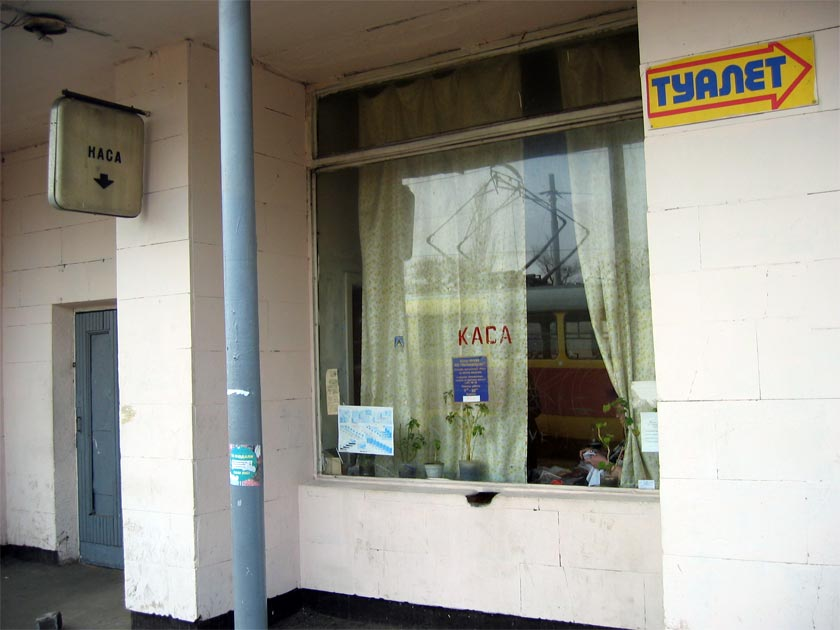
Билетная касса на старой станции
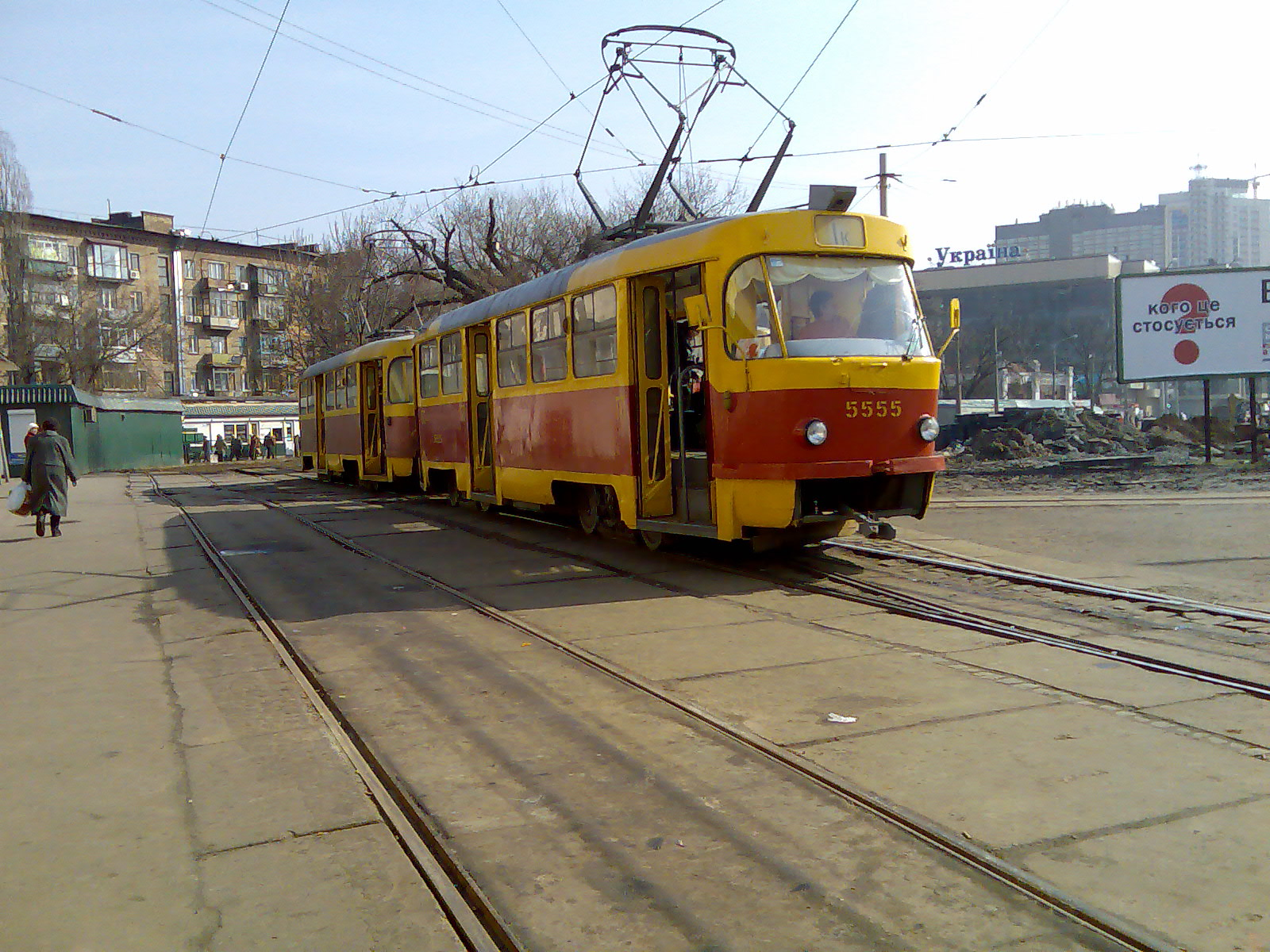
Трамвай на запасной колее